# Neonitocris alzonai
Neonitocris alzonai là một loài bọ cánh cứng trong họ Cerambycidae.